# 構造計画コンサルタント
構造計画コンサルタント株式会社は、東京都豊島区に本社を置いていた建設コンサルタント会社。

## 沿革
- 1962年（昭和37年） 12月15日 - 創業する。
- 1972年（昭和47年） - 福田武雄社長が土木学会より功績賞を受賞[1]。
- 2005年（平成17年） 8月12日 - 東京地方裁判所にて破産手続きが開始される[2]。

## 事業

### 登録部門
- 道路部門
- 鉄道部門
- 鋼構造及びコンクリート部門
- 土質及び基礎
- 河川・砂防及び海岸・海洋部門
- 上下水道及び工業用水道部門
- トンネル部門
- 建設環境部門

### その他
- 測量業・地質調査業